# روغن آرگان
روغن ارقان (آرگان) روغنی است که از هسته میوه درخت ارقان به دست می‌آید و مصرف غذایی و دارویی دارد. درخت ارقان بوم‌زاد ناحیه سوس در مراکش است. در گذشته به آن زیت‌الهرجان می‌گفتند و اکنون به نام روغن آرگان مشهور است. روغن حاصل از مغز دانه آرگان دارای اسیدهای چرب مرکب از اسید اولئیک به مقدار ۲۵ درصد، اسید پالمیتیک، اسید استئاریک به مقدار ۱٫۵ درصد و اسیدهای لینولنیک و آرشدیک ۱ درصد است.

## تهیه

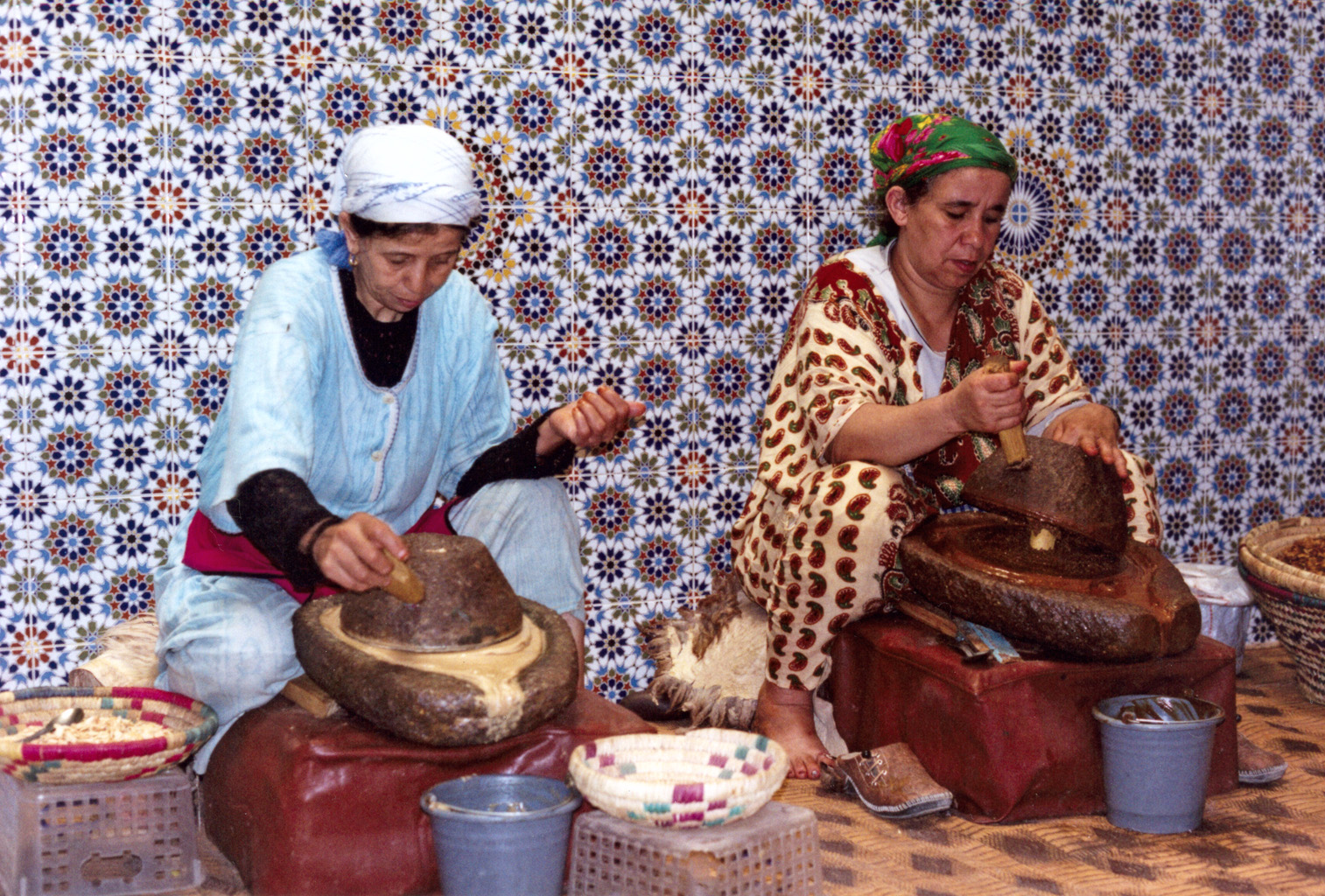
تولید روغن آرگان به روش های سنتی.

میوهٔ درخت آرگان کوچک و مدور، بیضی یا مخروطی است. در میوهٔ تازه پوست ضخیمی سطح گوشته را پوشش می‌دهد. اطراف مغز را یک پوست سخت پوشانده که حدود ۲۵ درصد از وزن میوهٔ تازه را تشکیل می‌دهد. هسته معمولاً حاوی یک تا سه مغز غنی از روغن آرگان است. بسته به روش استخراج، از ۳۰ تا ۵۰ درصد مغز روغن است.
درخت آرگان بیشتر در جنوب غربی مراکش رشد می‌کند که ارتفاع آن از ۸ تا ۱۰ متر متفاوت است. این درخت دارای تنه ای باریک، سیاه با ترک‌های سفید می‌باشد که تاجی گسترده و خمیده به سمت زمین با برگ‌های کوچک و بیضی شکل که طول آن‌ها ۲ تا ۴ سانتی‌متر است و گل‌های ناقوسی شکل دارد. میوه آرگان بیضی شکل و بزرگ‌تر از زیتون است.

## خواص و استفاده
روغن ارقان سرشار از اسیدهای چربی چون اسید لینولئیک است که حاوی ویتامین E است. این روغن یک آنتی‌اکسیدان طبیعی است و می‌تواند اکسیژن‌رسانی درون‌سلولی را افزایش دهد. ترکیبات آنتی‌اکسیدانی (توکوفرول‌ها – فنولها- کارتنوئیدها) در غلظت بسیار زیادی در این روغن یافت می‌شوند. آسکولین نیز که یک ترکیب ضد سرطان است به میزان زیادی در این روغن وجود دارد. بسته به نوع استخراج این ماده در مقابل اکسید شدن بسیار مقاوم‌تر از روغن زیتون است. از مهم‌ترین خاصیت‌هایی که روغن آرگان برای پوست دارد، رفع ترک‌های پوستی ایجاد شده در زمان بارداری است. از طرفی آنتی‌اکسیدان‌های موجود در آن نیز، رادیکال‌های آزاد را از بین برده و باعث درخشش پوست می‌شود.

## تاریخچه در ایران
لغت‌نامه دهخدا از مفردات ابن‌بیتار جلد ۱ صفحه ۱۷۸ تا ۱۷۹ نقل می‌کند:
هرجان را قوم بربر از مغرب اقصی ارجان (ارقان) نامند و آن درخت بزرگی است خارناک و میوه دارد مانند بادام خرد و در آن هسته است که بز و شتر آن میوه را خورند و هسته آن را بیرون افکنند و مردم هسته‌ها را جمع می‌کنند و می‌شکنند و سپس از مغز آن روغن می‌گیرند و آن را در مراکش و اطراف آن قاتق غذا قرار دهند. کسانی که آن را خورده‌اند ادعا می‌کنند که مانند روغن زیتون شیرین است.

## کاربردهای روغن آرگان

### ۱- مرطوب‌کننده پوست
بیشترین کاربرد روغن آرگان به عنوان مرطوب‌کننده و نرم‌کننده پوست است. روغن آرگان مقدار بالایی اسیدهای چرب و همچنین ویتامین E دارد؛ لذا یک انتخاب ایده‌آل برای نرم کردن و مرطوب کردن پوست است. بهترین روش برای بازدهی عالی آرگان این است که قبل از استفاده، پوست خود را با آب ولرم مرطوب نمائید.

### ۲- روغن آرگان نرم‌کننده مو
اثبات شده‌است که روغن آرگان باعث نرم، ابریشمی و شفاف شدن موها می‌شود. این روغن همچنین می‌تواند موهای دارای موخوره و بور و ضعیف شده را تقویت و مشکل را رفع کند. استفاده از روغن آرگان برای موها بسیار آسان است و کافی است چند قطره از آن را بر روی موهای نمدار استفاده کنید.

### ۳- حالت دهی به موها
روغن آرگان ویرجین الکسیر مراکشی، به دلیل قابلیت حالت دهی به موها، انتخاب خوبی برای این امر است. کافی است که پس از حمام و بعد از خشک کردن موها، چند قطره از روغن آرگان را کف دست بریزید و موهای خود را با آن ماساژ داده و سپس با شانه به موها حالت بدهید.

### ۴- روغن آرگان، ضد پیری
این روغن نه تنها به عنوان مرطوب‌کننده پوست عمل می‌کند، بلکه به عنوان ضد پیری هم عمل می‌کند. قابلیت آنتی‌اکسیدانی این روغن بر روی پوست، سبب جلوگیری از چین و چروک پوست می‌شود. برای این منظور، می‌توانید چند قطره از آن را قبل از خواب بر روی پوست ماساژ دهید.

### ۵- اگزما و خشکی پوست
کسانی که از مشکل اگزما یا خشکی پوست رنج می‌برند به شدت از آن سود می‌برند. ویتامین E و اسیدهای چرب روغن آرگان، می‌تواند برای ترمیم پوست آسیب دیده و خشک شده مؤثر باشند.

### ۶- درمان آکنه
از آنجا که آکنه با بسیاری از محصولات مرطوب‌کننده پوست، تشدید می‌شود، بیماران مبتلا به آکنه نمی‌توانند از مرطوب‌کننده‌ها استفاده کنند. اما روغن آرگان علاوه بر اینکه آکنه را تشدید نمی‌کند، هم آن را درمان و هم پوست را مرطوب و نرم می‌کند.

### ۷- التهاب پوستی و سوختگی
روغن آرگان به دلیل دارا بودن آنتی‌اکسیدان فراوان، برای درمان پوست آسیب دیده مفید است. ترک پوستی، سوختگی، آفتاب سوختگی و… با روغن آرگان قابل بهبود هستند. بهترین استفاده از روغن آرگان برای پیشگیری از این شرایط است، اما می‌توان از آن برای درمان موارد فوق نیز استفاده کرد. درد و سوزش پوست ناشی از آسیب‌های فوق هم با روغن آرگان کاهش می‌یابد.

### ۸- روغن آرگان و بارداری
خطوط روی شکم که در اثر بارداری ایجاد می‌شود (استریا Stria)، همیشه یکی از دغدغه‌های بانوان باردار است. اما روغن آرگان یک محصول ایده‌آل برای جلوگیری از به وجود آمدن این خطوط است. روغن آرگان الاستیسیته پوست را به دلیل محتوای ویتامین E آن افزایش می‌دهد. جهت استفاده صحیح، ابتدا حوله ای گرم و مرطوب را بر روی پوست محل مورد نظر بگذارید. پس از چند دقیقه با مصرف چند قطره از روغن آرگان بر روی شکم، سینه، ران و پشت کمر، احتمال ایجاد استریا و به خصوص شکم را کاهش داده و از بین ببرید.

### ۹- تقویت ناخن، دست و پا
از این روغن می‌توان برای تقویت ناخن‌ها و رفع شکنندگی آن‌ها استفاده کرد. همچنین کف دست که در اثر کار سنگین دچار زمختی می‌شود و پاشنه پا که دچار خشکی و زمختی و ترک می‌شود، با روغن آرگان قابل درمان است. پس از مرطوب نمودن محل مورد نظر، چند قطره از روغن آرگان را به کف دست یا پا یا روی ناخن مالیده و بگذارید چند دقیقه بماند سپس مالش دهید.

### ۱۰- مرطوب‌کننده لب
لب‌ها به خصوص در هوای سرد به آسانی دچار ترک و خشکی می‌شوند. برای رفع این مورد باید دو قطره روغن را روی لب‌ها مالیده و لب‌ها را آرام به هم بمالید. این کار باعث براق و نرم و یکدست و شفاف شدن لب‌ها می‌شود.

## عوارض جانبی
روغن آرگان به‌طور کلی برای مصرف خوراکی و موضعی بی خطر تلقی می‌شود. اما با این حال در برخی از افراد ممکن است نوعی حساسیت به نام درماتیت تماسی ایجاد کند که با ایجاد بثورات، قرمزی و خارش مشخص می‌شود. این روغن حاوی توکوفرول، نوعی ویتامین E است که ممکن است خون را رقیق کرده و باعث دیر لخته شدن آن شود.